# Lijst van gemeentelijke monumenten in Groningen (gemeente)
De gemeente Groningen kent 706 gemeentelijke monumenten. Hieronder een overzicht. 

## Glimmen
De plaats Glimmen kent 18 gemeentelijke monumenten, zie de lijst van gemeentelijke monumenten in Glimmen.

## Groningen
De plaats Groningen telt 619 gemeentelijke monumenten. Zie ook:
- Lijst van gemeentelijke monumenten in Groningen (stad) binnen de Diepenring (362 monumenten)
- Lijst van gemeentelijke monumenten in Groningen (stad) buiten de Diepenring (257 monumenten)

De vergrote gemeente Groningen heeft ook op het grondgebied van de oude gemeente Groningen panden aangewezen als karakteristiek en  beeldbepalend; vergelijkbaar met de voormalige gemeente Ten Boer (zie hieronder). Er is een bestemmingsplan in procedure om hier ook een beschermingsstatus aan te verbinden. 

## Haren
De plaats Haren kent 41 gemeentelijke monumenten, zie de lijst van gemeentelijke monumenten in Haren (Groningen).

## Noordlaren
De plaats Noordlaren kent 22 gemeentelijke monumenten, zie de lijst van gemeentelijke monumenten in Noordlaren.

## Onnen
De plaats Onnen kent 6 gemeentelijke monumenten:
| Object                                                                        | Bouwjaar | Architect  | Locatie           | Coördinaten                   | Nr.           | Afbeelding                |
| ----------------------------------------------------------------------------- | --- | ---------- | ----------------- | ----------------------------- | ------------- | ------------------------- |
| Woonhuis en schuur Oldhof                                                     | circa 1865, verbouwd: 2001 ingrijpende verbouwing                                                                                                |            | Boerlandspad 3    | 53° 9' 36" NB, 6° 38' 28" OL  | 0017/wikinr81 | Woonhuis en schuur Oldhof |
| Boerderij                                                                     | eind 19de eeuw |            | Dorpsweg 12       | 53° 9' 35" NB, 6° 38' 20" OL  | 0017/wikinr82 | Boerderij                 |
| Woonhuis                                                                      | 1913 |            | Dorpsweg 50-50a   | 53° 9' 19" NB, 6° 38' 33" OL  | 0017/wikinr83 | Woonhuis                  |
| Woonhuis                                                                      | circa 1927, verbouwd: 1961 (garage) | J. Prummel | Dorpsweg 53       | 53° 9' 16" NB, 6° 38' 32" OL  | 0017/wikinr84 | Woonhuis                  |
| Gebouwtje met elektronische trafo voor bemaling, voormalige stoommachinekamer | 1909-1910, verbouwd: 1958 achteringang en raam in westgevel dichtgezet en gestucadoord, na verwijdering van de dieselmotor, niet meer origineel. |            | Noorderhooidijk 2 | 53° 10' 23" NB, 6° 39' 39" OL | 0017/wikinr85 | Upload foto               |
| Woonhuis                                                                      | 1821, verbouwd: ca 1950 [linker zijgevel] 1979 voorhuis, voor- en achterzolders, rietkap, houten kapconstructie van de schuur.                   |            | Zuidveld 13       | 53° 8' 47" NB, 6° 38' 52" OL  | 0017/wikinr86 | Upload foto               |